# Чемпионат СССР по вольной борьбе 1954
10-й чемпионат СССР по вольной борьбе проходил в Ленинграде с 5 по 8 декабря 1954 года. В соревнованиях участвовало 204 борца от 15 команд ДСО и ведомств.

## Медалисты
| Весовая категория | Золото                                             | Серебро                                 | Бронза                                          |
| ----------------- | -------------------------------------------------- | --------------------------------------- | ----------------------------------------------- |
| Наилегчайший вес  | Мириан Цалкаламанидзе «Трудовые Резервы» (Тбилиси) | Игорь Караваев «Динамо» (Москва)        | Георгий Саядов «Динамо» (Баку)                  |
| Легчайший вес     | Фахтула Мартынов «Строитель» (Москва)              | Рашид Мамедбеков «Искра» (Баку)         | Варлам Гигиадзе «Искра» (Тбилиси)               |
| Полулёгкий вес    | Николай Музашвили «Динамо» (Тбилиси)               | Амурхан Балаев «Спартак» (Орджоникидзе) | Григол Джинчарадзе «Трудовые Резервы» (Тбилиси) |
| Лёгкий вес        | Сергей Габараев «Динамо» (Тбилиси)                 | Ибрагимпаша Дадашев «Динамо» (Баку)     | Василий Илуридзе «Искра» (Тбилиси)              |
| Полусредний вес   | Вахтанг Балавадзе «Наука» (Тбилиси)                | Иван Шебанов «Спартак» (Тула)           | Ш. Мехарблишвили «Медик» (Тбилиси)              |
| Средний вес       | Георгий Схиртладзе «Спартак» (Тбилиси)             | Давид Цимакуридзе «Искра» (Тбилиси)     | Эстате Каркусашвили «Динамо» (Тбилиси)          |
| Полутяжёлый вес   | Аугуст Энглас Советская Армия (Ленинград)          | Борис Кулаев «Спартак» (Орджоникидзе)   | В. Горшков Советская Армия (Таллин)             |
| Тяжёлый вес       | Борис Прутковский «Динамо» (Ленинград)             | Оттар Канделаки «Динамо» (Тбилиси)      | Вальдеко Тризберг Советская Армия (Таллин)      |